# Kasteel Groenenberg
Het kasteel Groenenberg en parkdomein, gelegen in Gaasbeek en Vlezenbeek, is sinds 1981 eigendom van de Vlaamse Gemeenschap, die het in 1992 grondig liet restaureren. Op 17 juli 1990 werd het domein geopend voor het publiek. Het kasteel werd gebouwd omstreeks 1890, in eclectische stijl. Het Engelse landschapspark van 45 ha is aangelegd door Edmond Galoppin, een van de bekendste landschapsarchitecten uit die tijd. Het park wordt gekenmerkt door kronkelende wegen, gebogen bosranden en uitgestrekte grasvelden, lage bloemperken, solitaire bomen en heesters. Op de meest merkwaardige bomen zijn didactische identificatieplaatjes aangebracht. Het park sluit aan op het historische domein en kasteel van Gaasbeek.

## Historiek en beschrijving

### Kasteel
Een eerste bouwwerk, dat later zou omgebouwd worden tot het huidige kasteel, dateert uit 1890. Het diende als buitenverblijf voor de Brusselse notaris Charles Claes. Tijdens de Tweede Wereldoorlog bezetten de Duitsers het kasteel, waarna de eigenaars het door de aanzienlijke schade niet meer bewoonden. Het kasteel werd als bouwkundig erfgoed opgenomen in de Vlaamse Inventaris Onroerend Erfgoed (VIOE).

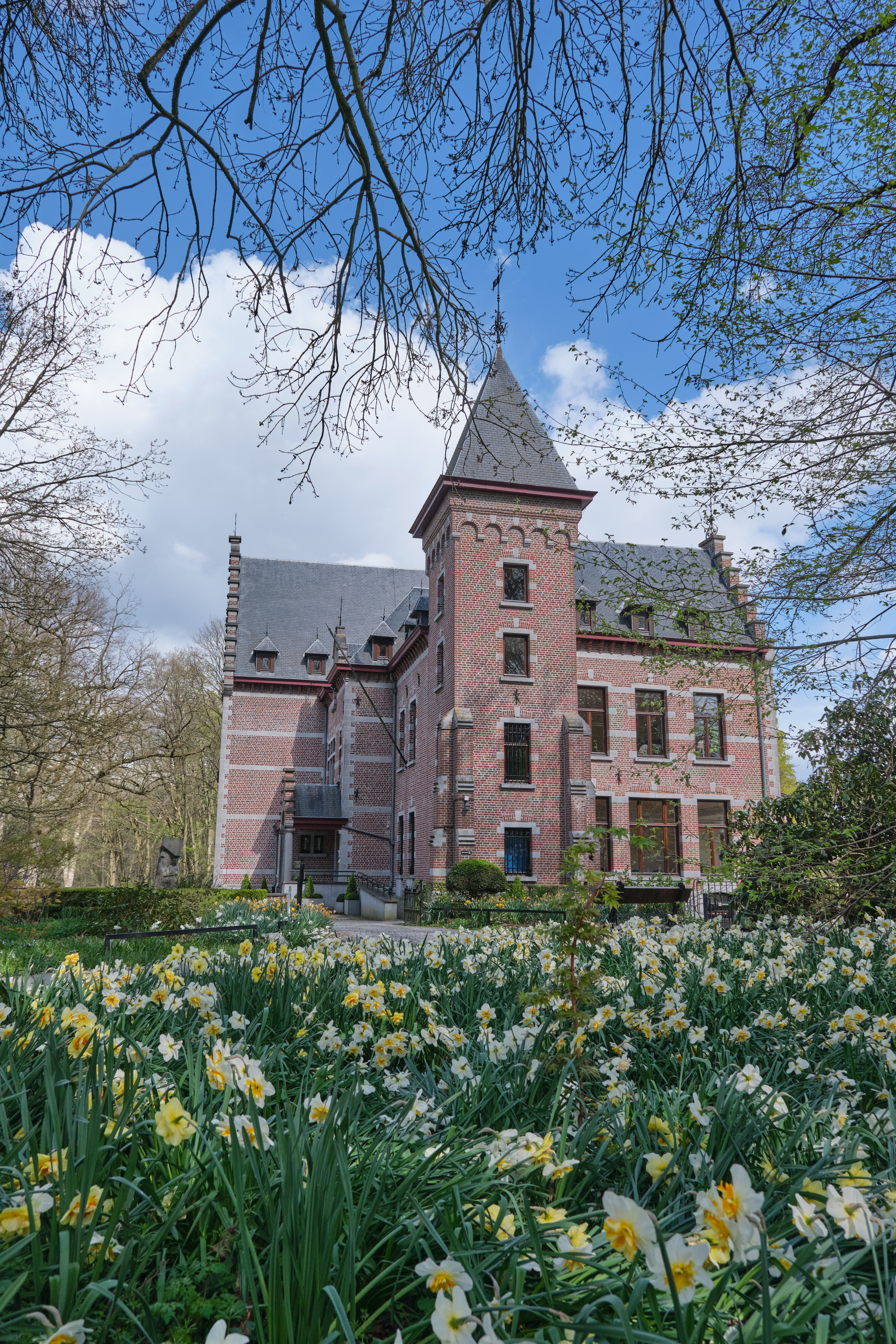
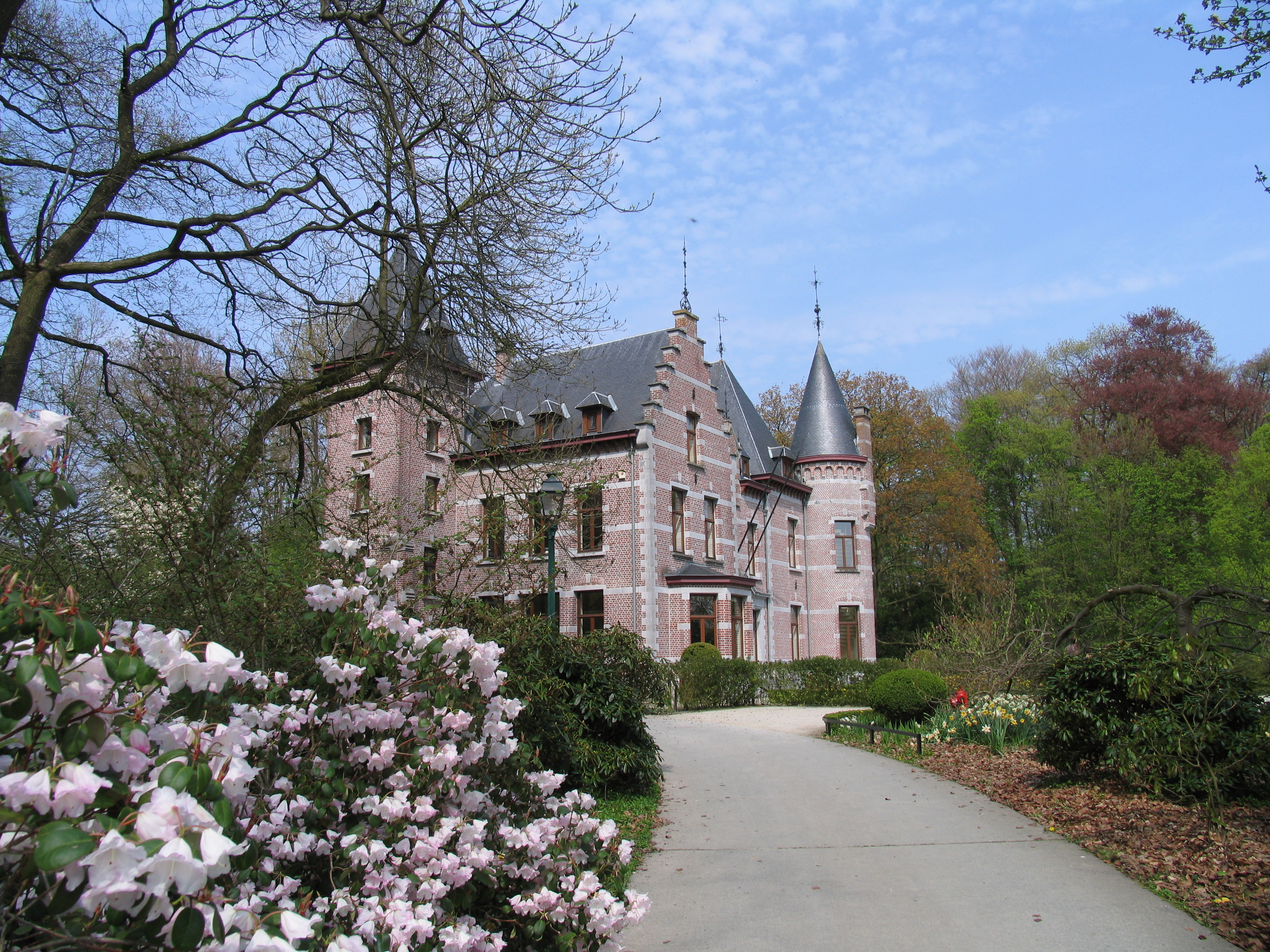
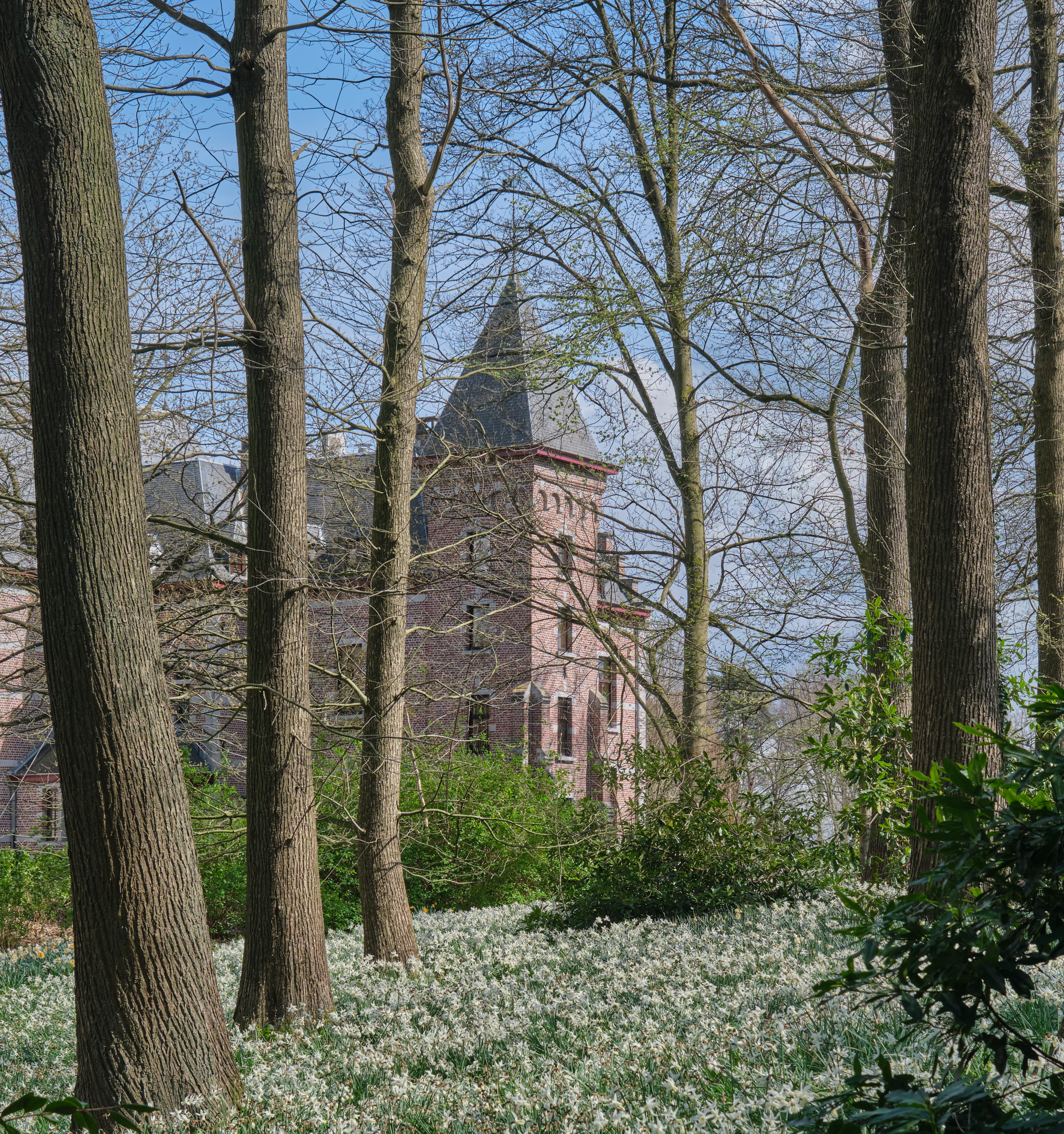

### Park
De oorspronkelijke plannen die Galoppin voor het park maakte zijn niet gedateerd, maar stammen wellicht uit circa 1900. In het begin van de jaren 1970 ontstonden er bij de toenmalige provincie Brabant plannen om het park om te vormen tot een grootschalig recreatiepark Europeanum. Deze plannen gingen uiteindelijk niet door, vooral door het protest van het Actiecomité Pajottenland. Het park werd opgenomen als landschappelijk element in de Vlaamse Inventaris Onroerend Erfgoed (VIOE), en maakt deel uit van de natuurgebieden van het Agentschap Natuur en Bos van de Vlaamse overheid.

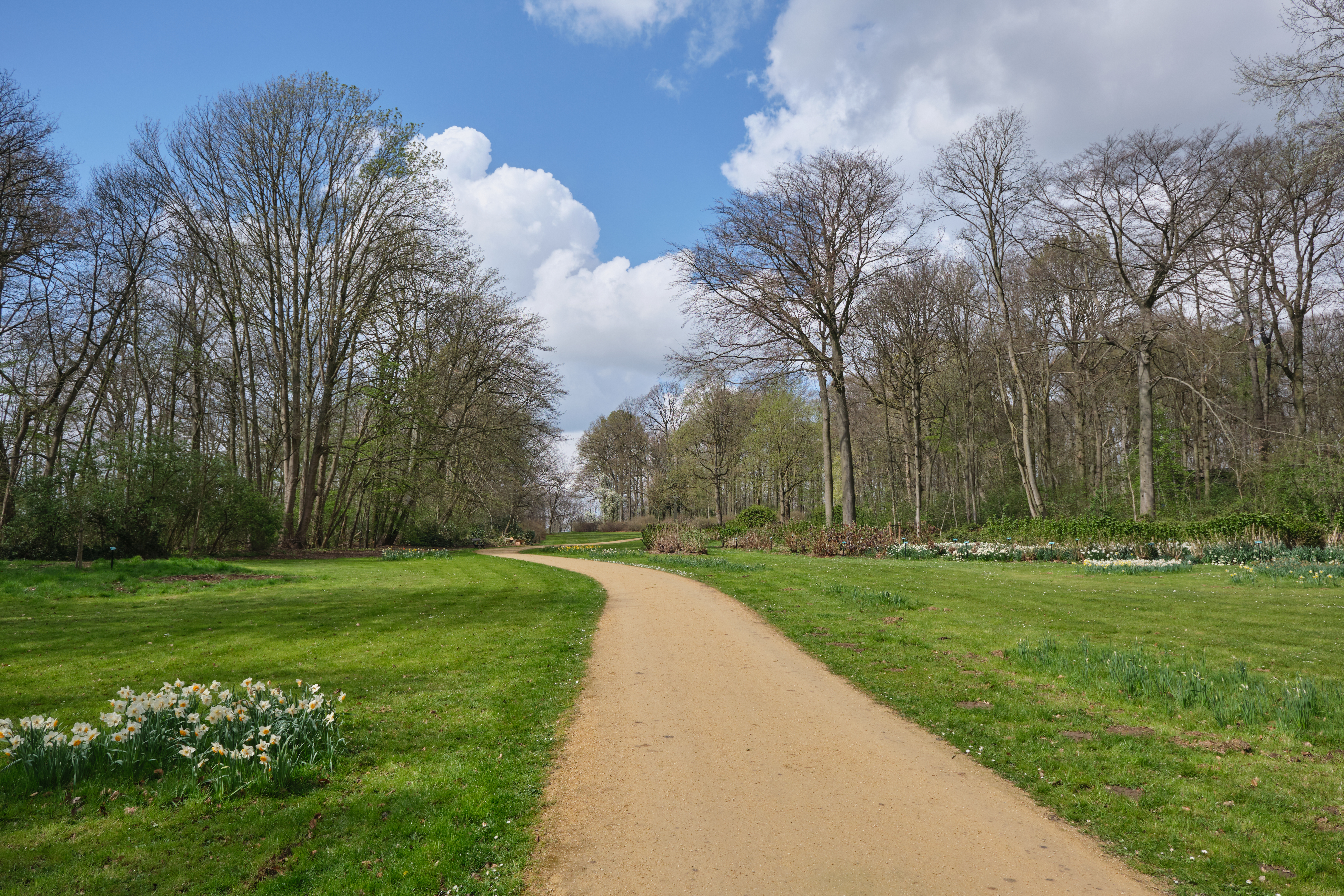
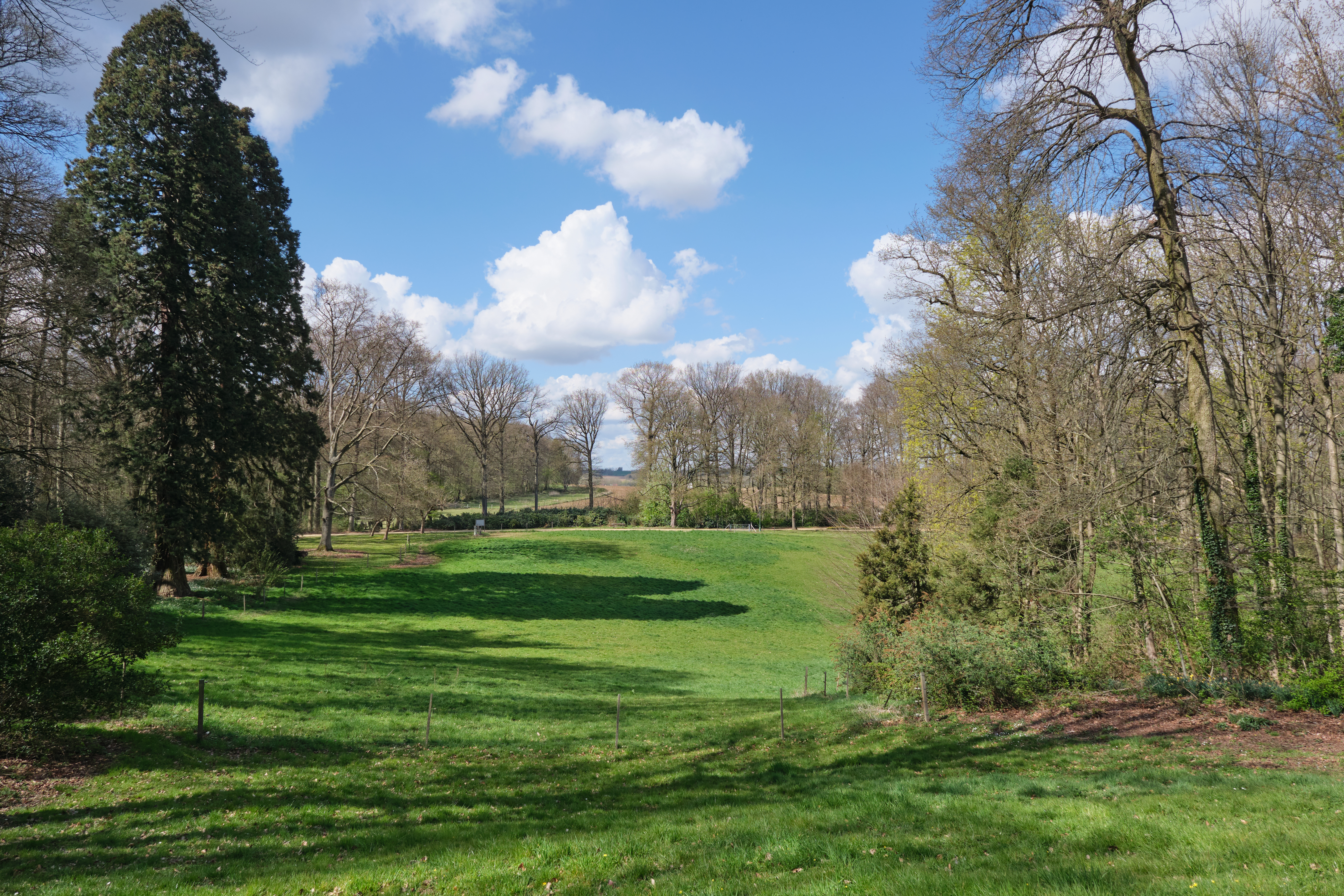
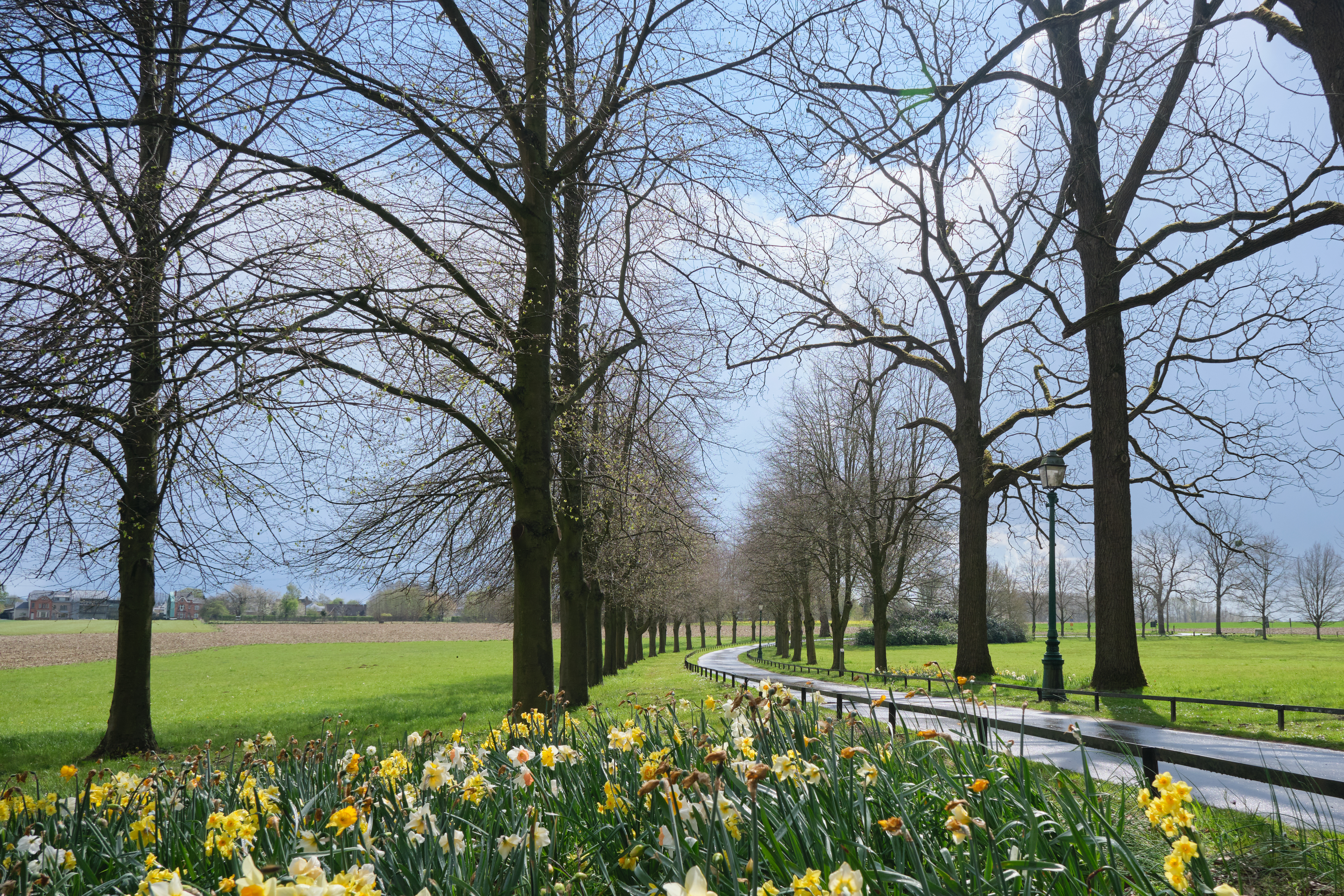
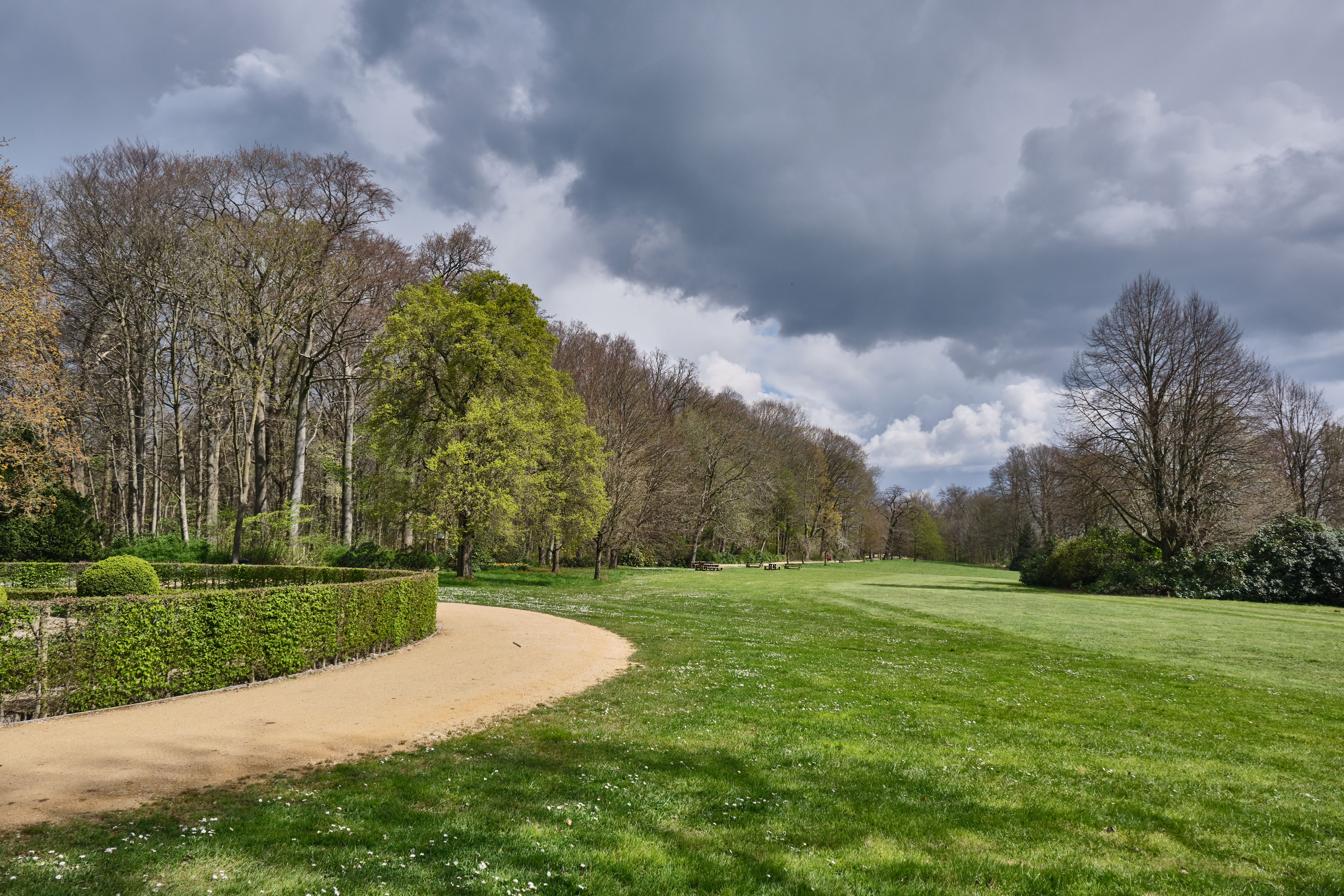
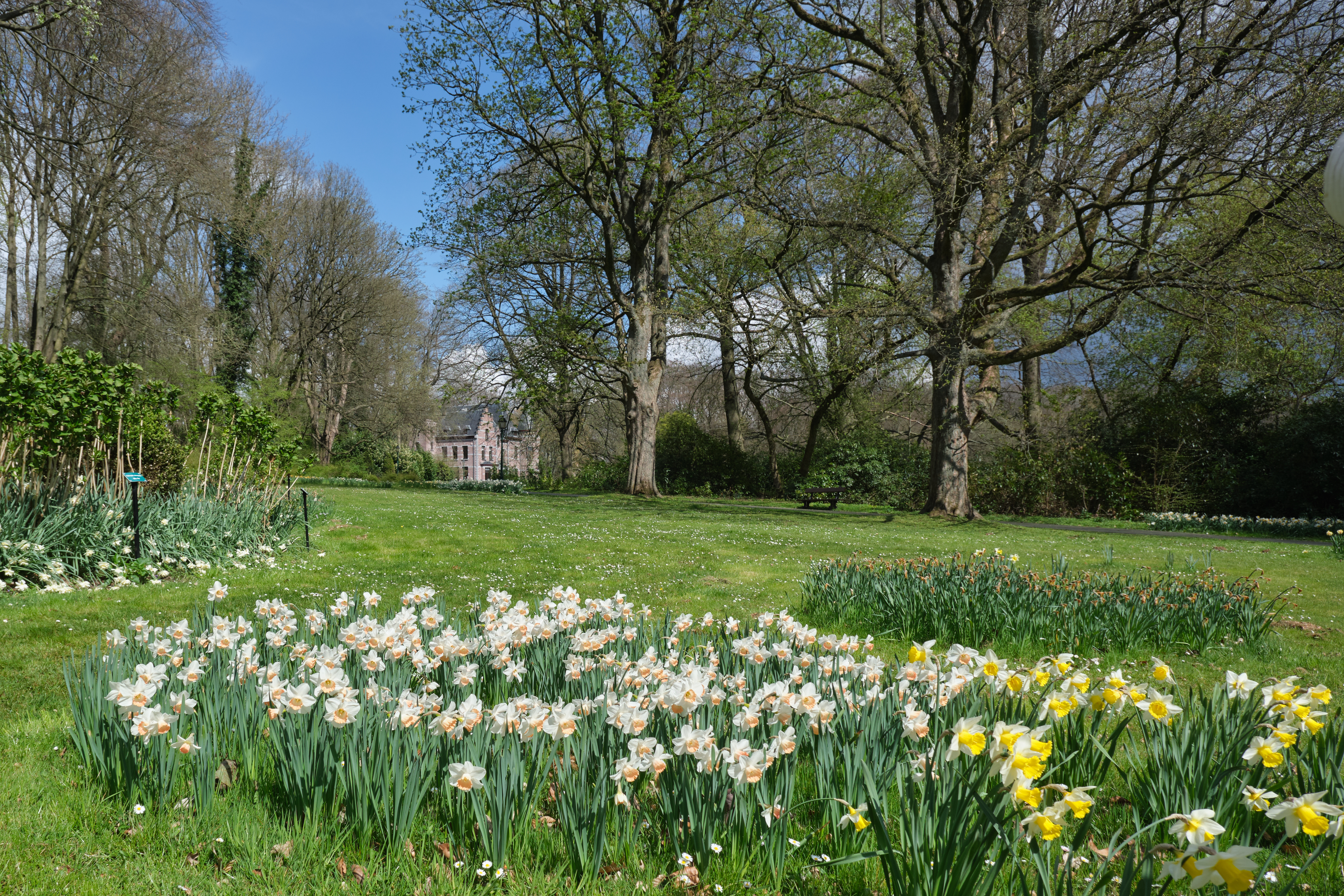
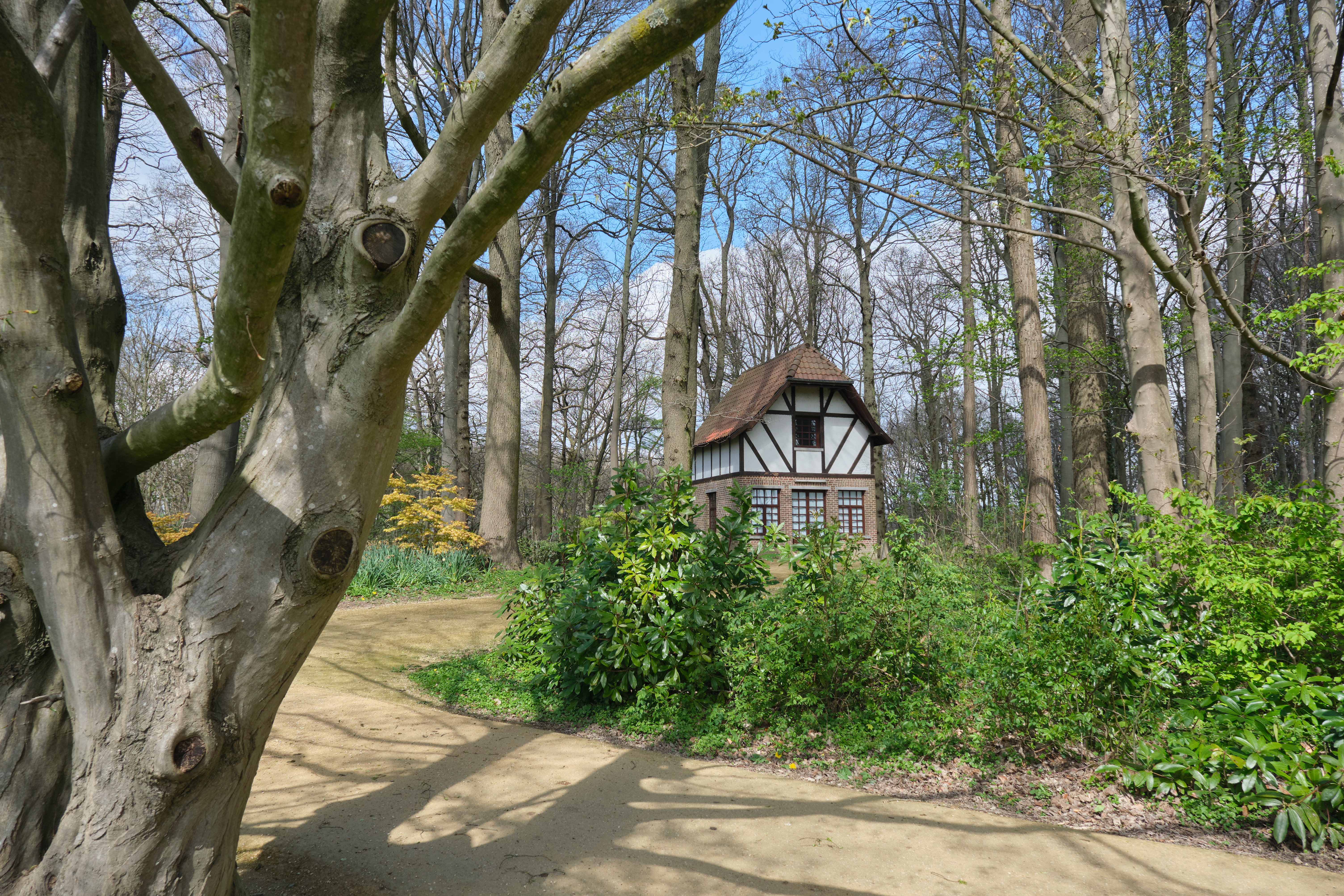
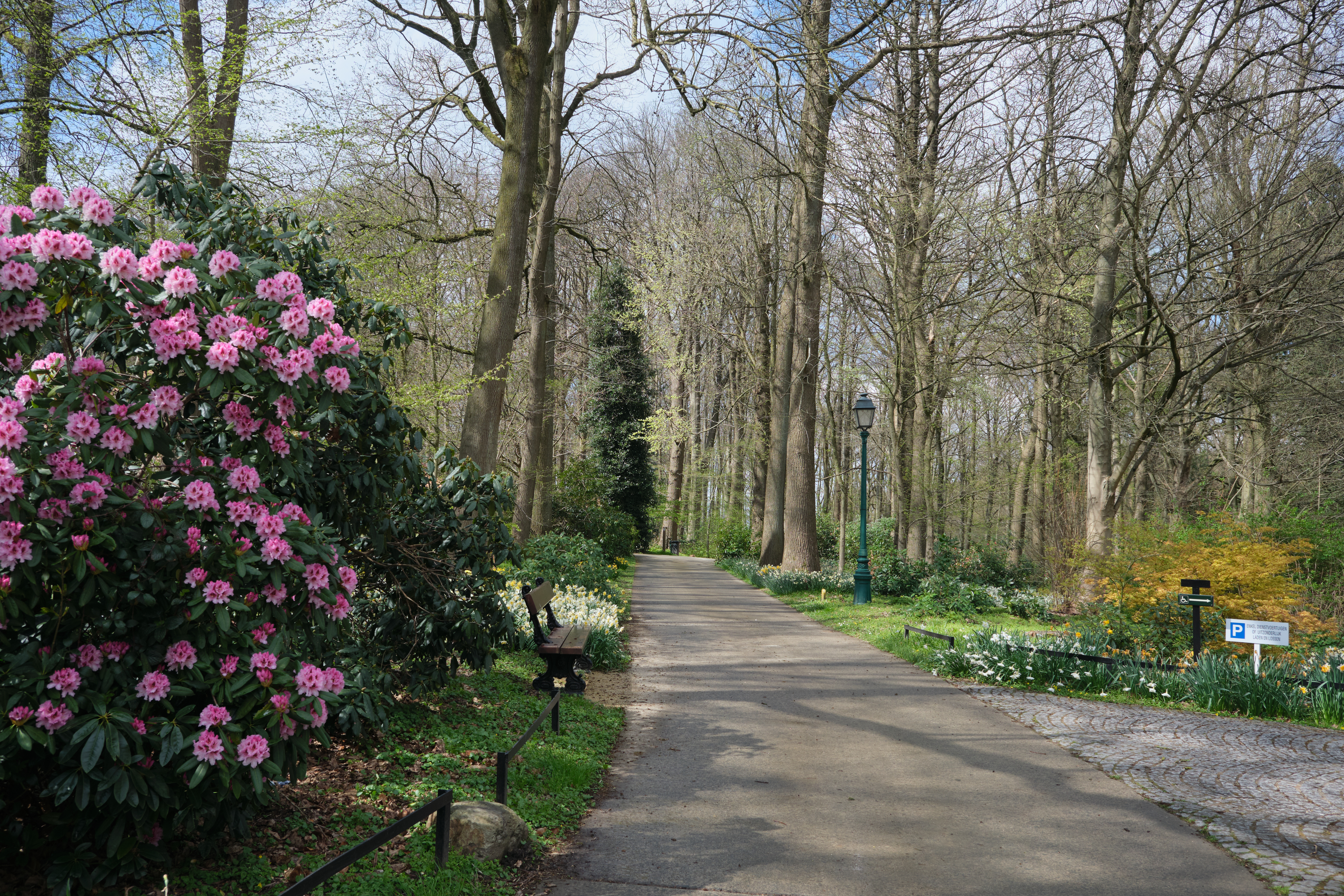
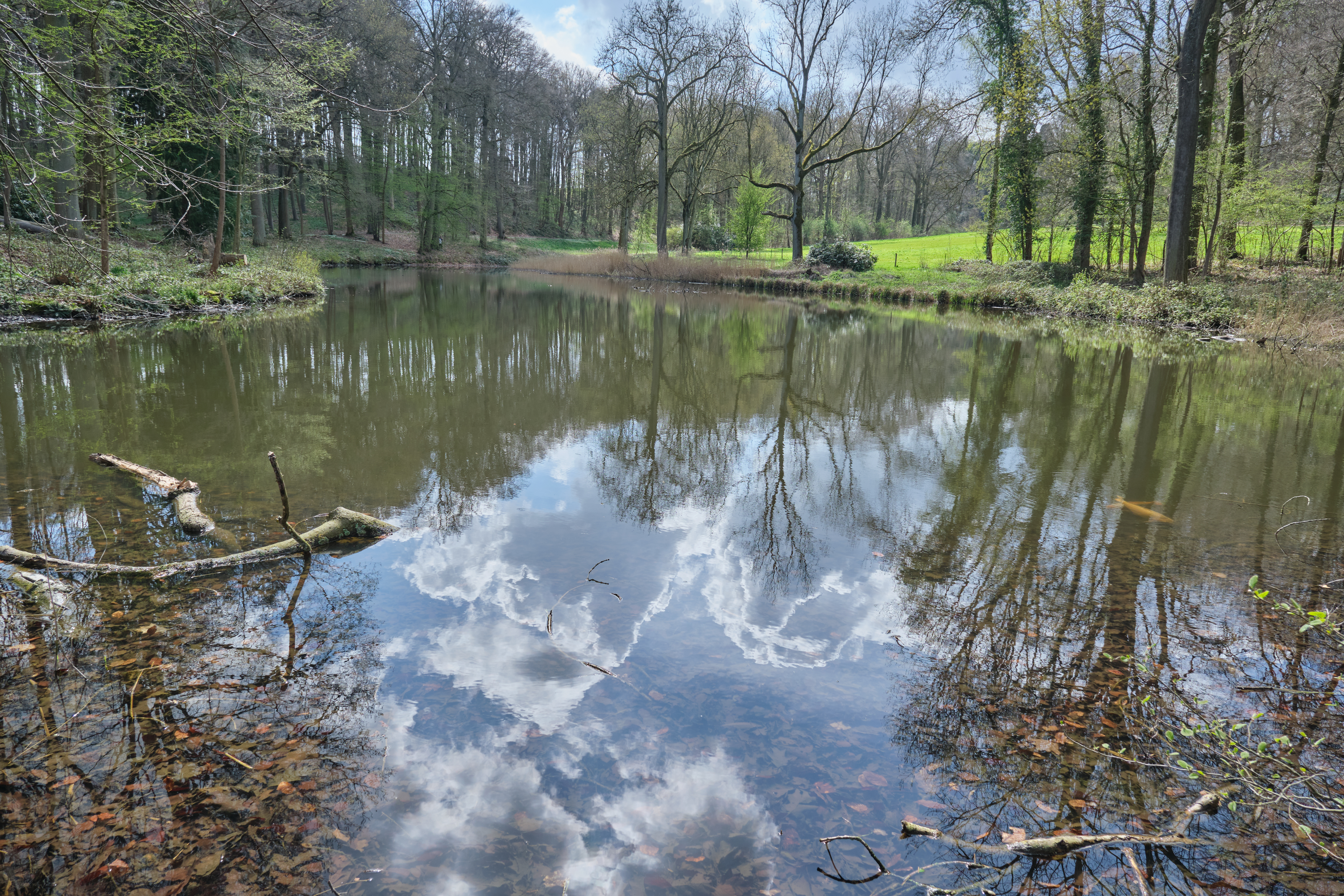